# Chiesa della Santissima Trinità (Osasio)
La chiesa della Santissima Trinità è la parrocchiale di Osasio, in città metropolitana e arcidiocesi di Torino; fa parte del distretto pastorale Torino Sud-Est.

## Storia
L'originaria cappella di Osasio, sorta nel Quattrocento, inizialmente dipendeva dalla Sacra di San Michele, per poi passare dapprima ai monaci benedettini e quindi al clero secolare diocesano.
La nuova parrocchiale venne costruita nel XVII secolo; tra il 1730 e il 1740 si provvide a edificare il campanile e ad ampliare la chiesa mediante la realizzazione delle sacrestie, del presbiterio e dell'abside.
Nel 1855 vennero eseguite le decorazioni dell'interno, che furono poi rinnovate nel 1940.
In ossequio alle disposizioni postconciliari, tra il 2006 e il 2008 si provvide a rimuovere le balaustre del presbiterio e a realizzare l'ambone e l'altare rivolto verso l'assemblea.

## Descrizione

### Facciata
La simmetrica facciata a salienti della chiesa, rivolta a sudovest e suddivisa da una cornice marcapiano in due registri, entrambi scanditi da paraste, presenta in quello inferiore il portale d'ingresso timpanato e due nicchie, mentre in quello superiore, affiancato da due volute sormontate da pinnacoli e coronato dal frontone, una serliana.
Annesso alla parrocchiale è il campanile, abbellito da paraste e spartito in più ordini da cornici; la cella presenta su ogni lato una monofora ed è coperta dal tetto a quattro falde.

### Interno
L'interno dell'edificio si compone di un'unica navata voltata a vela, sulla quale si affacciano quattro cappelle laterali e le cui pareti sono abbellite da lesene sorreggenti la trabeazione; al termine dell'aula si sviluppa il presbiterio, sopraelevato di tre gradini e chiuso dall'abside semicircolare.
Qui sono conservate diverse opere di pregio, tra le quali l'altare maggiore, costruito nel 1947 con marmi siciliani, gli affreschi raffiguranti gli Evangelisti e angeli danzanti, eseguiti nel 1858 da Stefano Chiantore, autore pure della tela con soggetto la Trinità benedicente risalente al 1855, e tre pale dipinte da Felice Cervetti.